# Базиліка Діви Марії Та'Піну
 Базиліка Діви Марії Та'Піну — католицький храм, розташований на острові Гоцо (Мальта) неподалік від села Арб.

## Історія
До XX століття на місці базиліки височіла каплиця XVI століття, присвячена Успінню Богоматері, в якій зберігався вівтарний образ, написаний 1619 року Амедео Перуджіно. За переказами, 23 червня 1883 року на цьому місці Кармні Ґріма чула голос Богоматері.
Будівництво сучасної церкви було розпочато 1920 року, освячення — 1931 року. Наступного року папа Пій XI звів цю церкву в ранг малої базиліки.
Стародавня капела з чудотворним образом розташована в глибині сучасної церкви. Церква, побудована в романському стилі, підноситься посередині сільській місцевості острова Гоцо, оточений пагорбами Гаммара та Гордалі.
Будівля церкви — зразок технічного використання місцевого каменю. Всередині неї розташований багато різних картин, висічених з каменю, які разом з мозаїками прикрашають вівтарні образи та фризи нефа.

## Галерея

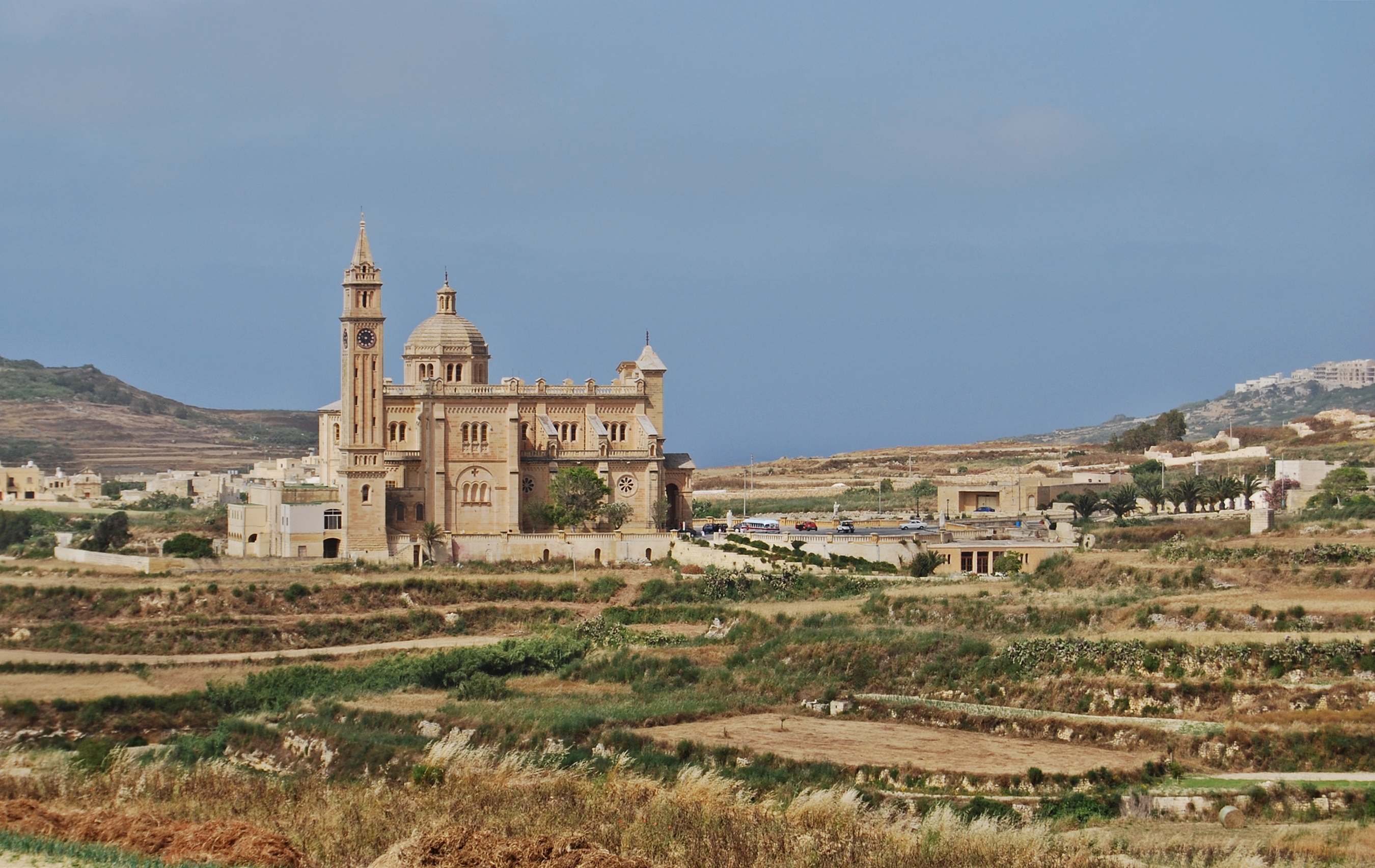
Базиліка Та'Піну
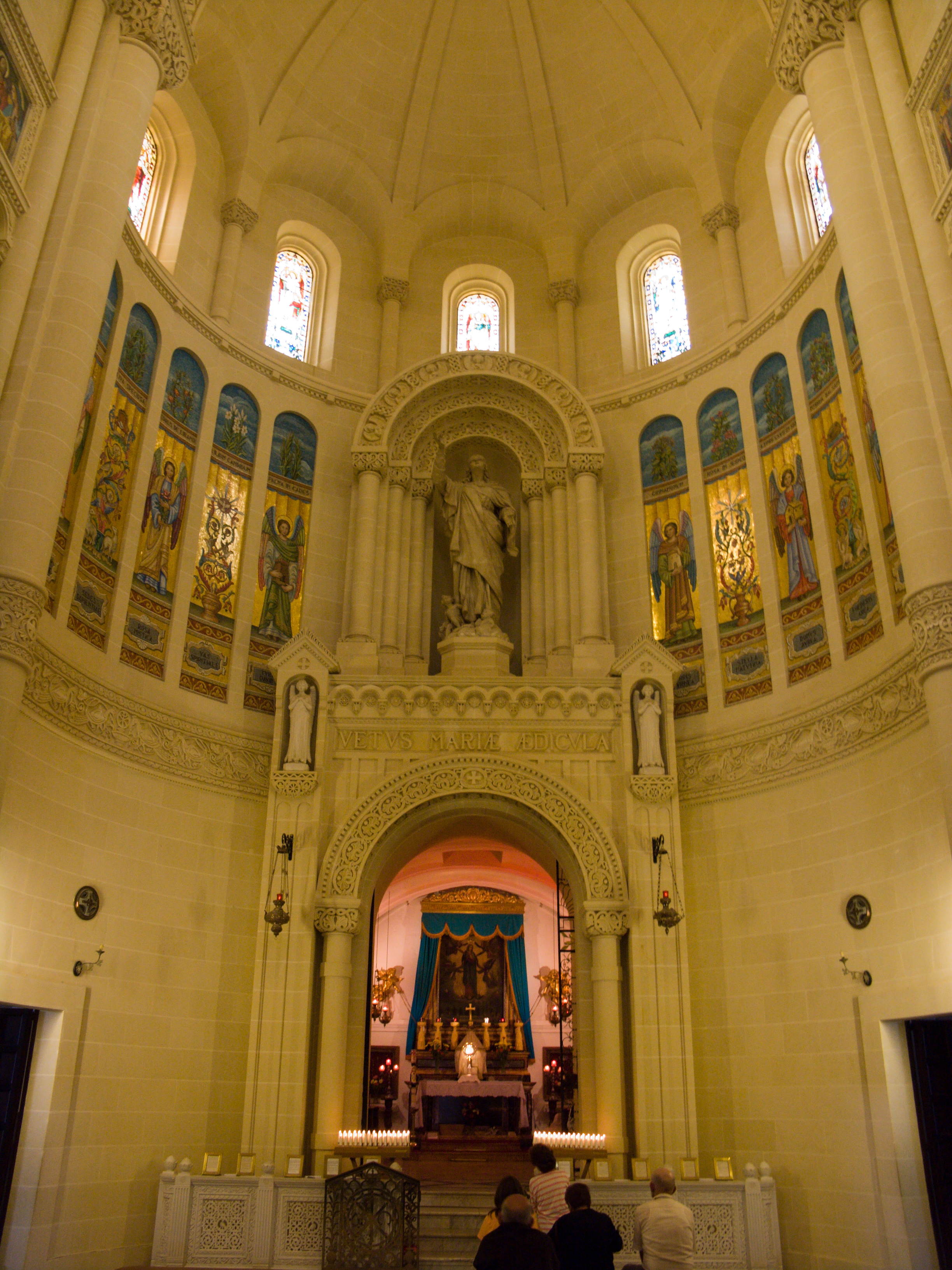
Хори
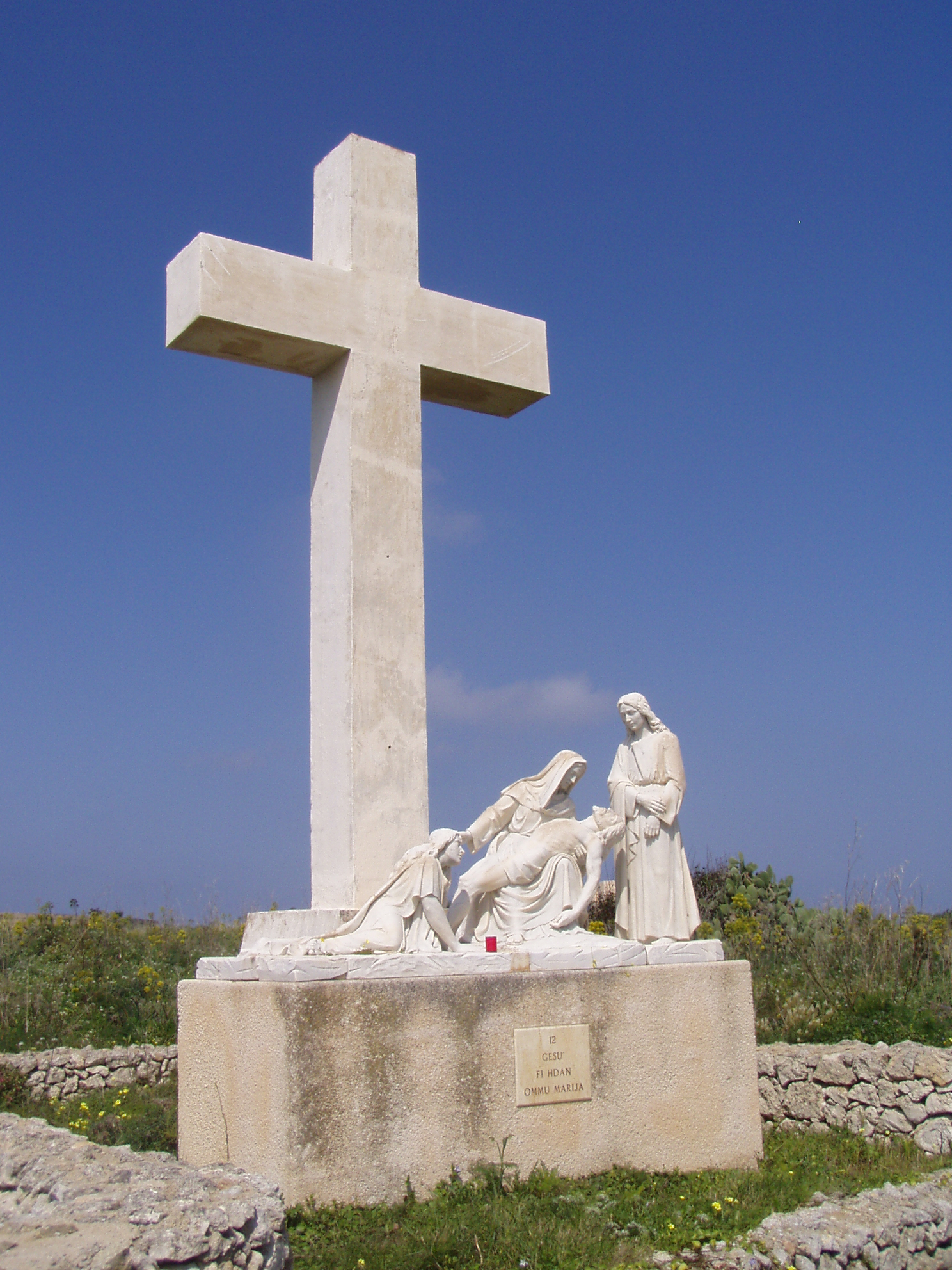
12-а «станція» Хресного ходу

## Джерело
- Книги нового тисячоліття. Мальта і її острови: Гозо і Коміно.